# Beaumont (Corrèze)
Pour les articles homonymes, voir Beaumont.
Beaumont (en occitan : Beu Mont) est une commune française située dans le département de la Corrèze en région Nouvelle-Aquitaine. Ses habitants sont appelés les Beaumontois et les Beaumontoises.

## Géographie

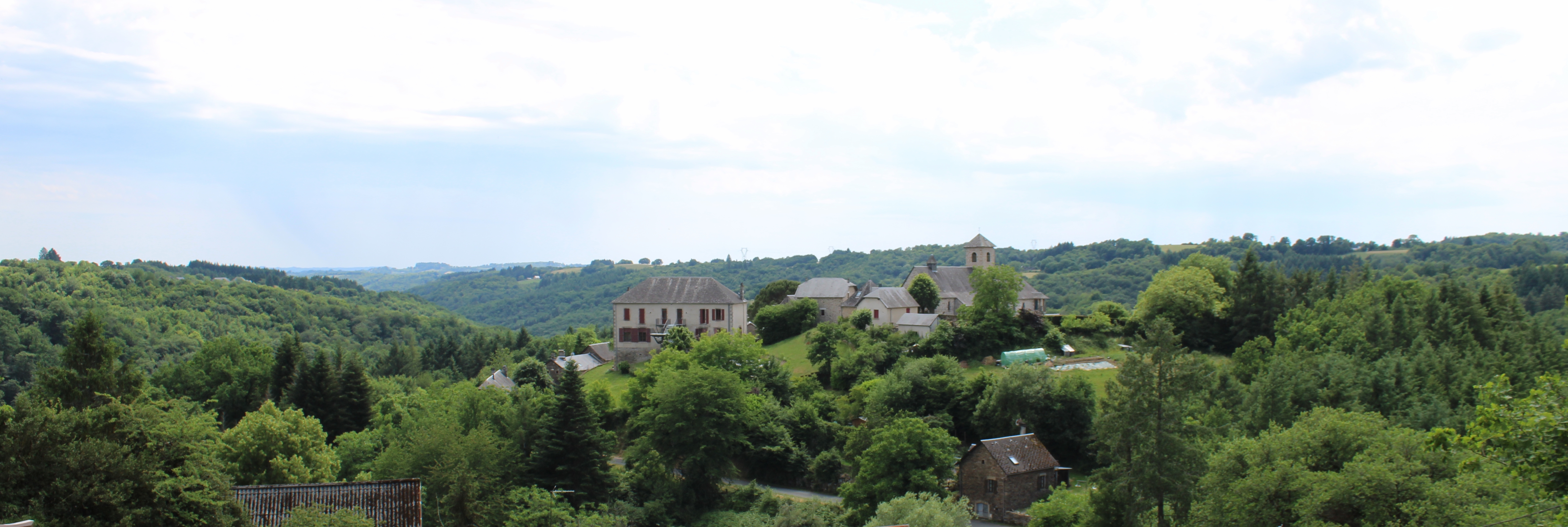
Panorama du village depuis les hauteurs du cimetière.

### Communes limitrophes
Les communes limitrophes sont  Chamboulive, Le Lonzac, Madranges, Orliac-de-Bar, Saint-Augustin et Saint-Salvadour.
Commune arrosée par la Vimbelle, un affluent de la Corrèze, et limitée au sud par la Douyge, principal affluent de la Vimbelle.

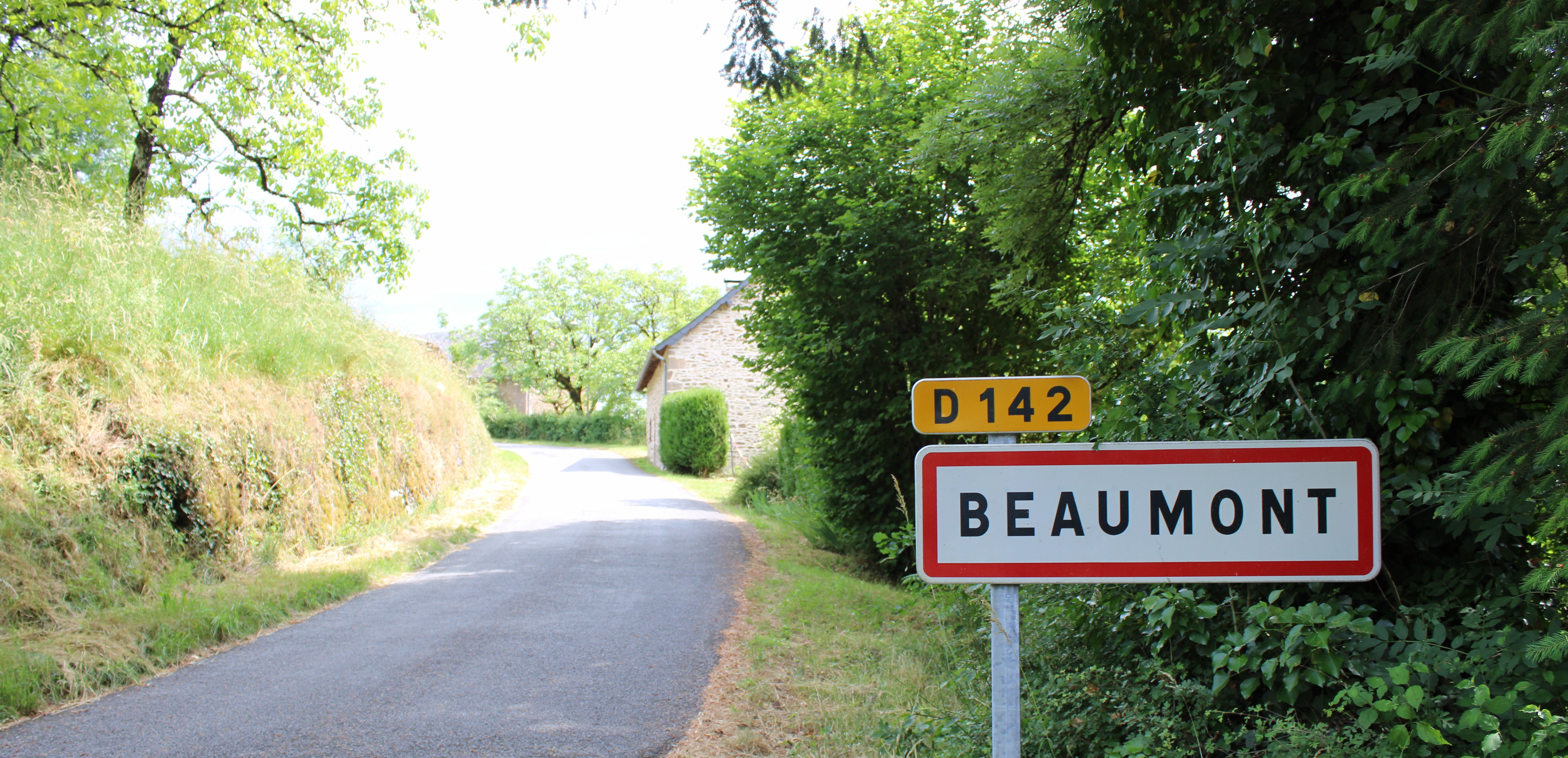
Entrée du village.

### Climat
Pour des articles plus généraux, voir Climat de la Nouvelle-Aquitaine et Climat de la Corrèze.
Historiquement, la commune est exposée à un climat montagnard.  
En 2020, Météo-France publie une typologie des climats de la France métropolitaine dans laquelle la commune est exposée à un climat de montagne et est dans la région climatique  Ouest et nord-ouest du Massif Central, caractérisée par une pluviométrie annuelle de 900 à 1 500 mm, maximale en automne et en hiver.
Pour la période 1971-2000, la température annuelle moyenne est de 10,7 °C, avec  une amplitude thermique annuelle de 14,7 °C. Le cumul annuel moyen de précipitations est de 1 331 mm, avec 14,1 jours de précipitations en janvier et 8,1 jours en juillet. Pour la période 1991-2020, la température moyenne annuelle observée sur la station météorologique la plus proche, située sur la commune de Tulle à 18 km à vol d'oiseau, est de 12,1 °C et le cumul annuel moyen de précipitations est de 1 236,1 mm,. Pour l'avenir, les paramètres climatiques de la commune estimés pour 2050 selon différents scénarios d’émission de gaz à effet de serre sont consultables sur un site dédié publié par Météo-France en novembre 2022.

## Urbanisme

### Typologie
Au 1er janvier 2024, Beaumont est catégorisée commune rurale à habitat très dispersé, selon la nouvelle grille communale de densité à 7 niveaux définie par l'Insee en 2022.
Elle est située hors unité urbaine. Par ailleurs la commune fait partie de l'aire d'attraction de Tulle, dont elle est une commune de la couronne,. Cette aire, qui regroupe 43 communes, est catégorisée dans les aires de moins de 50 000 habitants,.

### Occupation des sols
L'occupation des sols de la commune, telle qu'elle ressort de la base de données européenne d’occupation biophysique des sols Corine Land Cover (CLC), est marquée par l'importance des territoires agricoles (62,5 % en 2018), une proportion sensiblement équivalente à celle de 1990 (61,9 %). La répartition détaillée en 2018 est la suivante : 
prairies (41,6 %), forêts (37,5 %), zones agricoles hétérogènes (20,9 %).
L'évolution de l’occupation des sols de la commune et de ses infrastructures peut être observée sur les différentes représentations cartographiques du territoire : la carte de Cassini (XVIIIe siècle), la carte d'état-major (1820-1866) et les cartes ou photos aériennes de l'IGN pour la période actuelle (1950 à aujourd'hui).

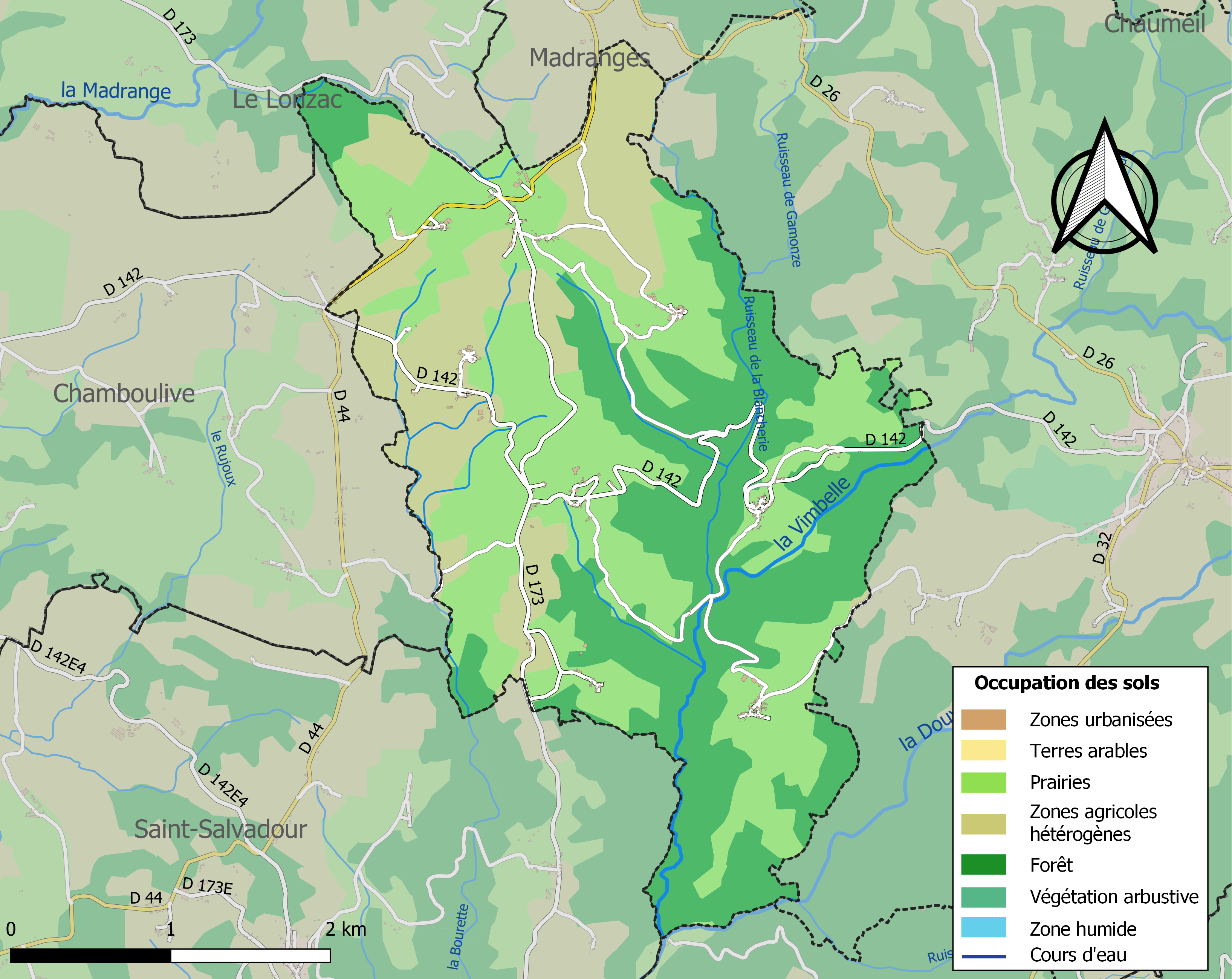
Carte des infrastructures et de l'occupation des sols de la commune en 2018 (CLC).

### Risques majeurs
Le territoire de la commune de Beaumont est vulnérable à différents aléas naturels : météorologiques (tempête, orage, neige, grand froid, canicule ou sécheresse), feux de forêts et séisme (sismicité très faible). Il est également exposé à un risque particulier : le risque de radon. Un site publié par le BRGM permet d'évaluer simplement et rapidement les risques d'un bien localisé soit par son adresse soit par le numéro de sa parcelle.

#### Risques naturels

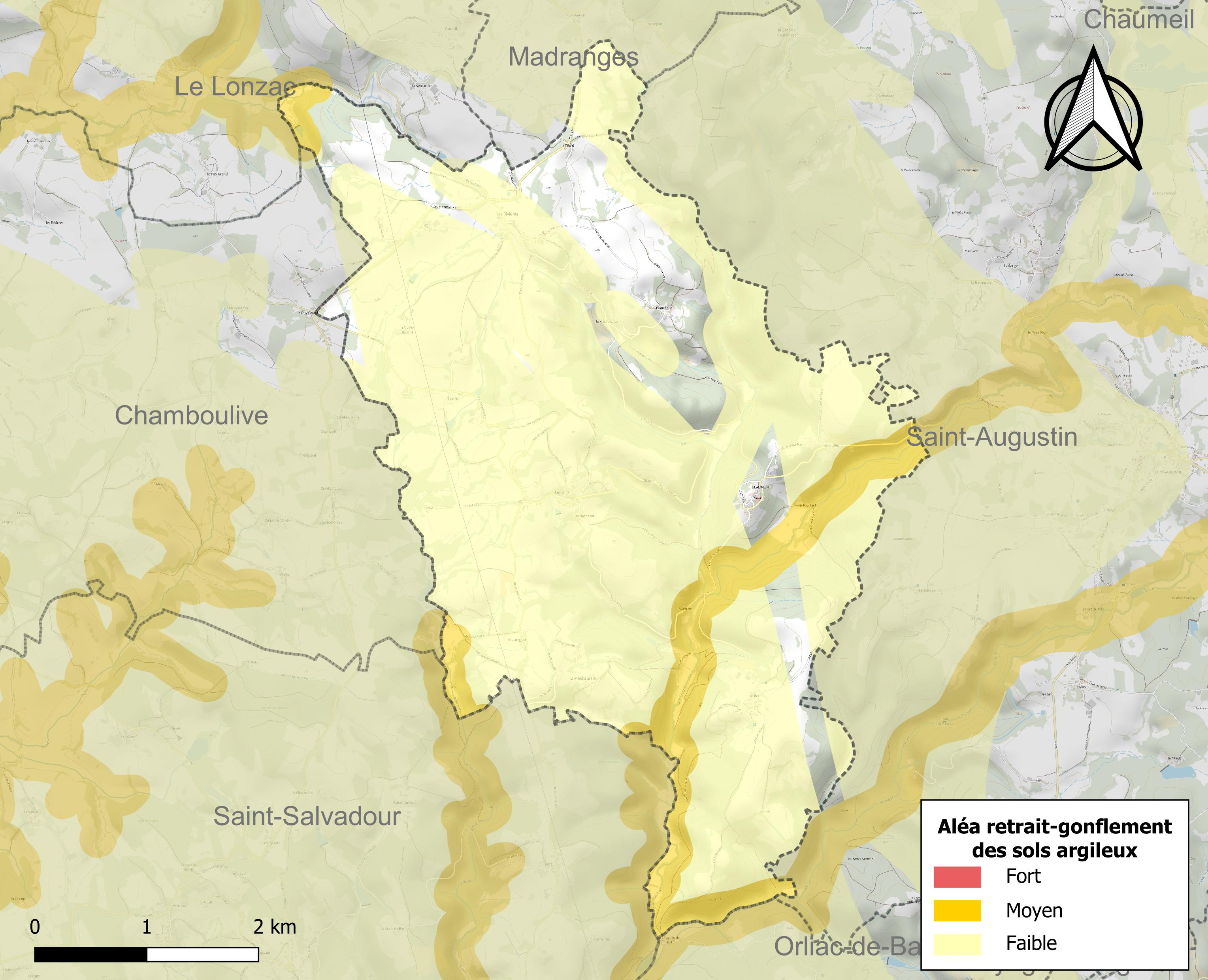
Carte des zones d'aléa retrait-gonflement des sols argileux de Beaumont.

Le retrait-gonflement des sols argileux est susceptible d'engendrer des dommages importants aux bâtiments en cas d’alternance de périodes de sécheresse et de pluie. 10,6 % de la superficie communale est en aléa moyen ou fort (26,8 % au niveau départemental et 48,5 % au niveau national). Sur les 96 bâtiments dénombrés sur la commune en 2019, deux sont en aléa moyen ou fort, soit 2 %, à comparer aux 36 % au niveau départemental et 54 % au niveau national. Une cartographie de l'exposition du territoire national au retrait gonflement des sols argileux est disponible sur le site du BRGM,.
Concernant les feux de forêt, aucun plan de prévention des risques incendie de forêt (PPRIF) n’a été établi en Corrèze, néanmoins le code de l’urbanisme impose la prise en compte des risques dans les documents d’urbanisme. Le périmètre des servitudes d'utilité publique et des zones d'obligation légale de débroussaillement pour les particuliers est quant à lui défini pour la commune dans une carte dédiée. 

#### Risque particulier
Dans plusieurs parties du territoire national, le radon, accumulé dans certains logements ou autres locaux, peut constituer une source significative d’exposition de la population aux rayonnements ionisants. Certaines communes du département sont concernées par le risque radon à un niveau plus ou moins élevé. Selon la classification de 2018, la commune de Beaumont est classée en zone 3, à savoir zone à potentiel radon significatif. 

## Histoire
Beaumont, en occitan Bèlmont. La famille des vicomtes de Comborn possédaient en ce lieu dès le 11ème siècle un château et une église. Eble I, vicomte et Pétronille, son épouse firent don en 1030, à l'abbaye d'Uzerche, de la moitié de l'église dédiée à Saint Léonard. L'autre moitié de cet édifice religieux est donnée par la génération suivante, les 4 fils d'Eble (Archambaud II, Guillaume, Eble (fils) et Robert). Vers 1060, les 2 frères, Archambaud III, vicomte de Comborn et Eble, premier vicomte de Ventadour, donnèrent à leur frère puîné, Bernard cette église. Ce dernier confirma sa donation à l'abbaye d'Uzerche. Les seigneurs du lieu furent les Comborn, les Malbernard, les Beaufort, les Ventadour, les Robert de Saint Jal, les Vassinhac. Au moment de la guerre de cent ans, la châtellenie appartenait aux Comborn. Vers 1388, Archambaud IX, le père et Archambaud X, son fils vendirent trois cents livres de rente pour rentrer en possession des châteaux de Comborn (commune d'Orgnac sur Vézère actuelle), du Saillant (commune de Voutezac actuelle) et de Beaumont pour éviter que les anglais s'en emparent. Or Arnaud d'Albret, partisan des occupants avait fait prisonnier Archambaud X à Beaumont. Il voulut acheter ce lieu pour 3000 livres. Archambaud IX, son père feignit qu'il l'avait vendu à Géraud de Ventadour, le seigneur de Donzenac craignant que son fils cèda à l'appétit de l'allié des habitants d'outre-manche. Cela posa plus tard des conflits de possession. La tombe du chevalier (classée Monument Historique) située dans le cimetière ainsi que la croix dans le bourg sont vraisemblablement des éléments de son tombeau placés à l'origine près de l'église. A son décès, Archambaud X, son fils en devint le seigneur.  Il y créa une rente au profit de sa soeur , dame Marguerite de Comborn (pro alimentis suis). Peu après en réaction Géraud II, seigneur de Donzenac misant sur la faiblesse d'Archambaud X s'empara du château. Ce dernier contre toute attente réunit ses partisans et expulsa le donzenacois. Après lui, ce fief fut administré par les Comborn-Treignac, ses héritiers puis par les Pompadour qui s'en titrèrent vicomtes. En 1609, il passe dans les mains de Jean-Jacques d'Estresses, seigneur également de Saint-Jal et de Saint-Salvadour. Le mariage de sa fille avec Antoine de Lastic, seigneur de Pierrefitte mit ce lieu dans le giron des Lastic-Saint-Jal. Louise-Jacqueline de Lastic, marquise de Saint-Jal, petite-fille par sa mère d'un maréchal de France épousa en 1741 Louis-Gilbert-Claude-Gaspard de Laqueille de châteaugai, comte d'Amanzé. En 1789, elle vivait toujours.Le château a été détruit à la Révolution.

## Politique et administration

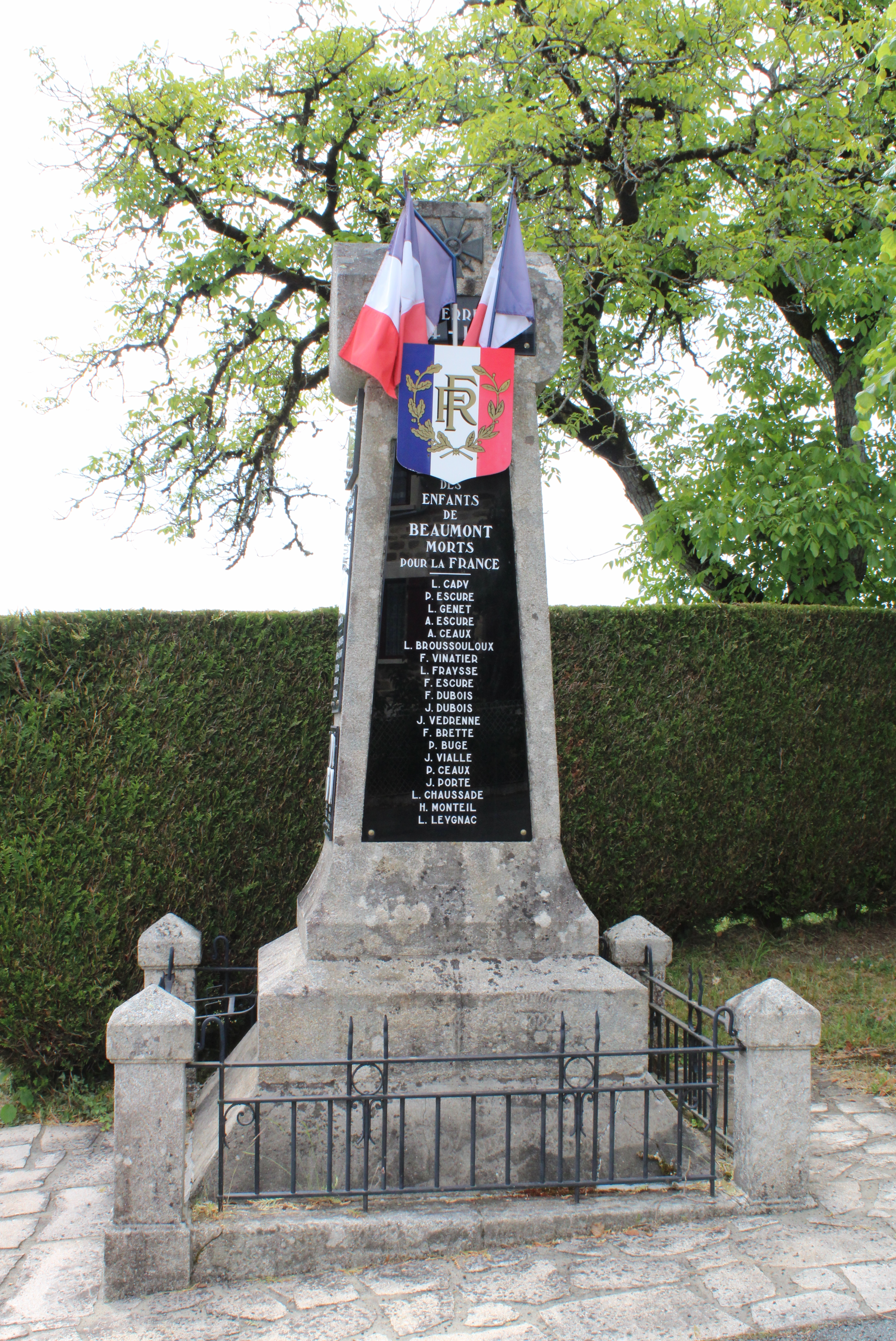
Le monument aux morts.

| Période   | Période  | Identité                                   | Étiquette | Qualité  |
| --------- | -------- | ------------------------------------------ | --------- | -------- |
| mars 2004 | 2014     | Serge Virsolvy                             |           |          |
| mars 2014 | En cours | Sophie Roy Réélue pour le mandat 2020-2026 | LÉ        | Employée |

## Démographie
| 1793 | 1800 | 1806 | 1821 | 1831 | 1836 | 1841 | 1846 | 1851 |
| ---- | ---- | ---- | ---- | ---- | ---- | ---- | ---- | ---- |
| 484  | 557  | 464  | 581  | 589  | 588  | 563  | 562  | 566  |

| 1856 | 1861 | 1866 | 1872 | 1876 | 1881 | 1886 | 1891 | 1896 |
| ---- | ---- | ---- | ---- | ---- | ---- | ---- | ---- | ---- |
| 493  | 498  | 537  | 520  | 498  | 563  | 572  | 570  | 555  |

| 1901 | 1906 | 1911 | 1921 | 1926 | 1931 | 1936 | 1946 | 1954 |
| ---- | ---- | ---- | ---- | ---- | ---- | ---- | ---- | ---- |
| 563  | 556  | 515  | 475  | 470  | 407  | 377  | 331  | 287  |

| 1962 | 1968 | 1975 | 1982 | 1990 | 1999 | 2004 | 2006 | 2009 |
| ---- | ---- | ---- | ---- | ---- | ---- | ---- | ---- | ---- |
| 256  | 208  | 180  | 160  | 134  | 128  | 127  | 124  | 114  |

| 2014 | 2019 | 2022 | - | - | - | - | - | - |
| ---- | ---- | ---- | - | - | - | - | - | - |
| 115  | 110  | 115  | - | - | - | - | - | - |

## Lieux et monuments
- La croix du chevalier, du XVe siècle, aujourd'hui située sur la place de l'église, autrefois sur la tombe du Chevalier dans le cimetière communal. Classée Monument historique en 1927[24].

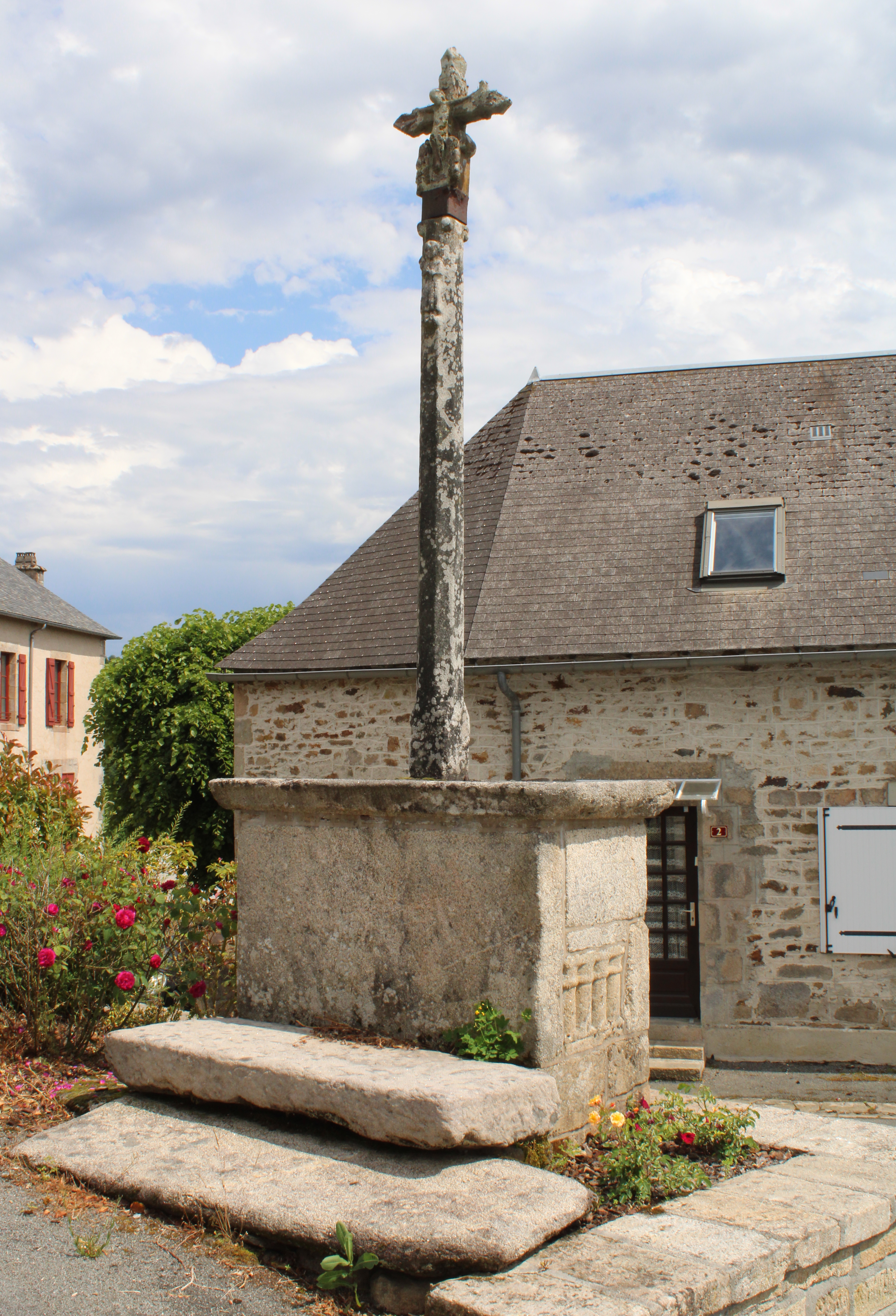
La Croix du Chevalier.
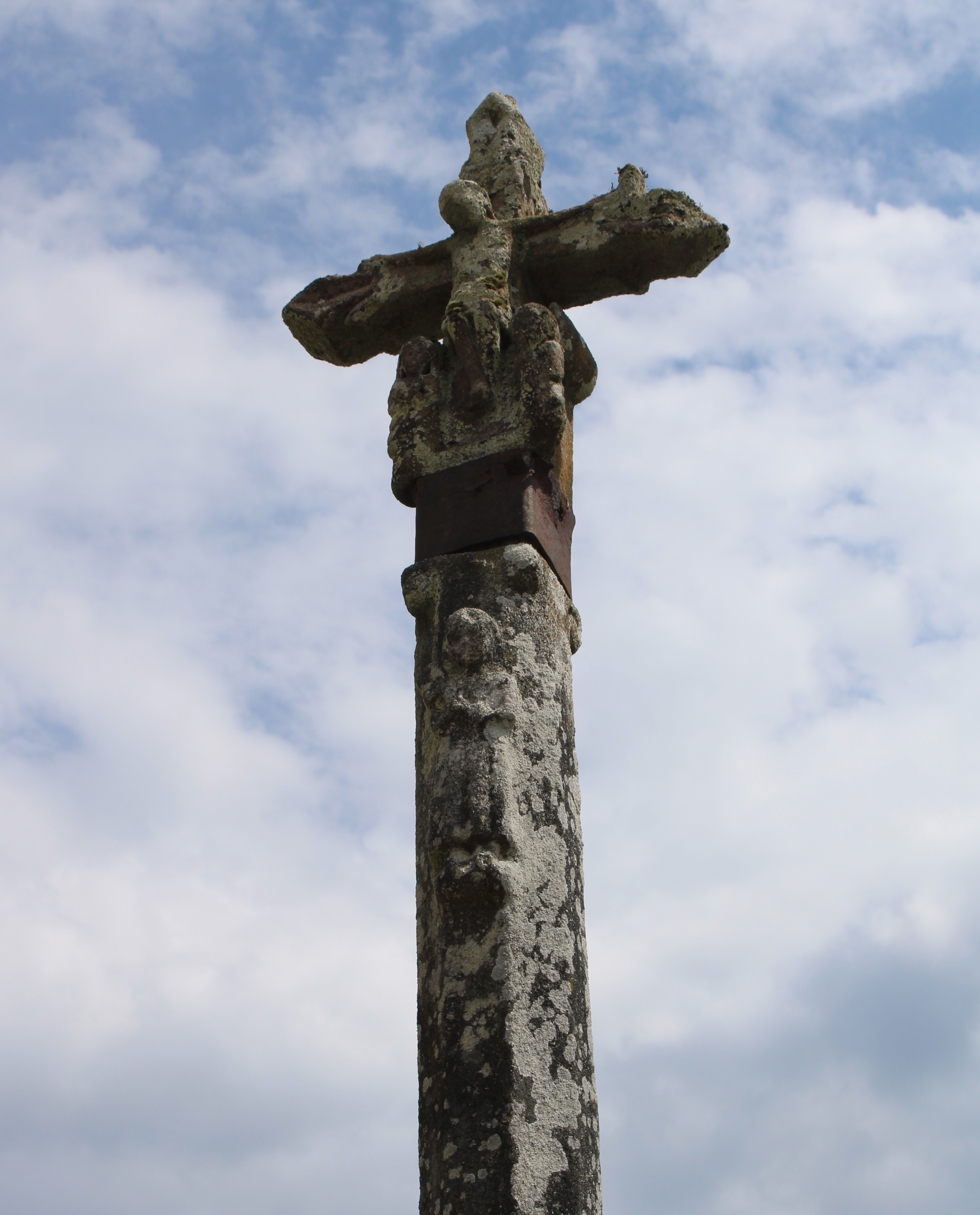
Détail côté église.
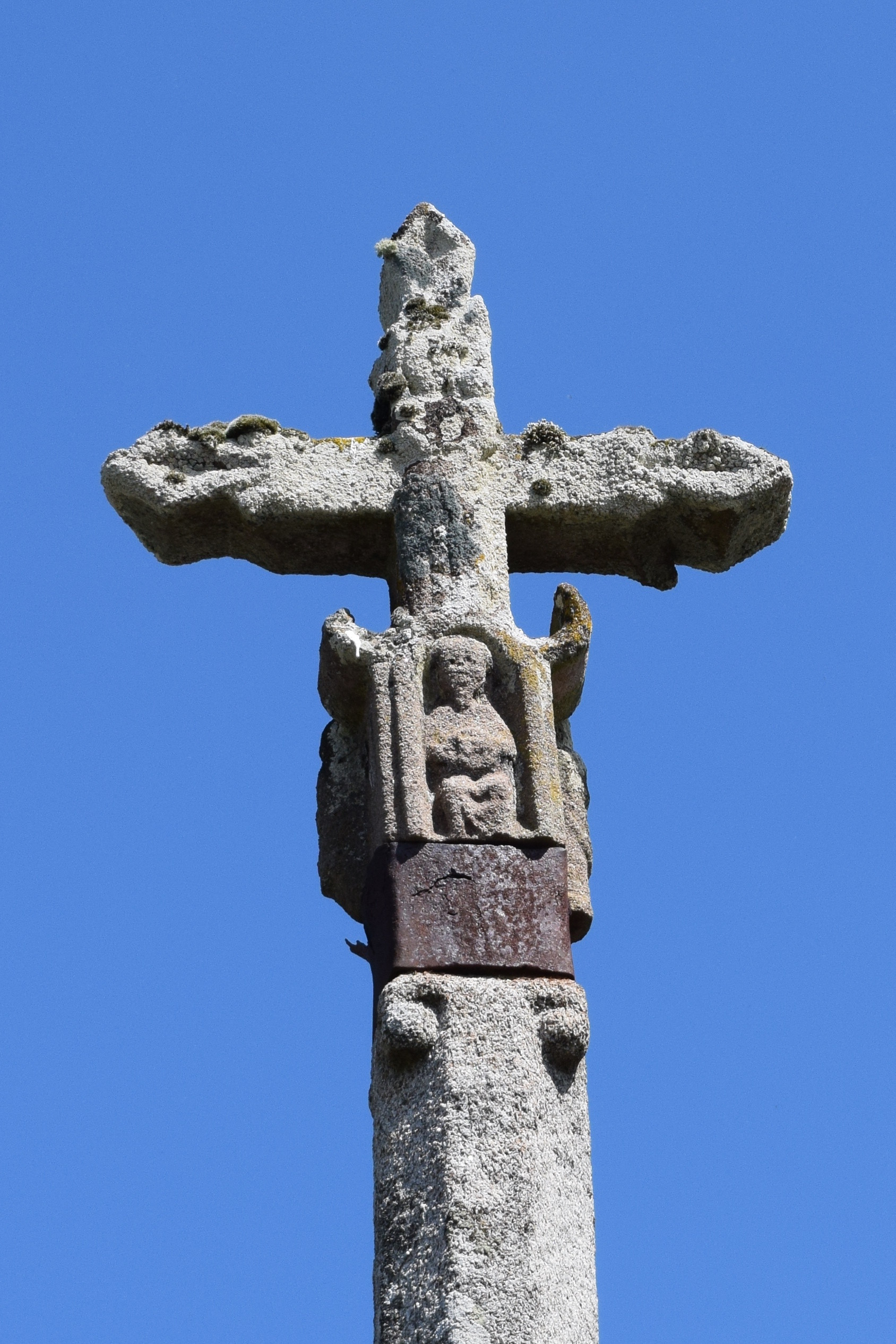
La Croix du Chevalier détail verso.
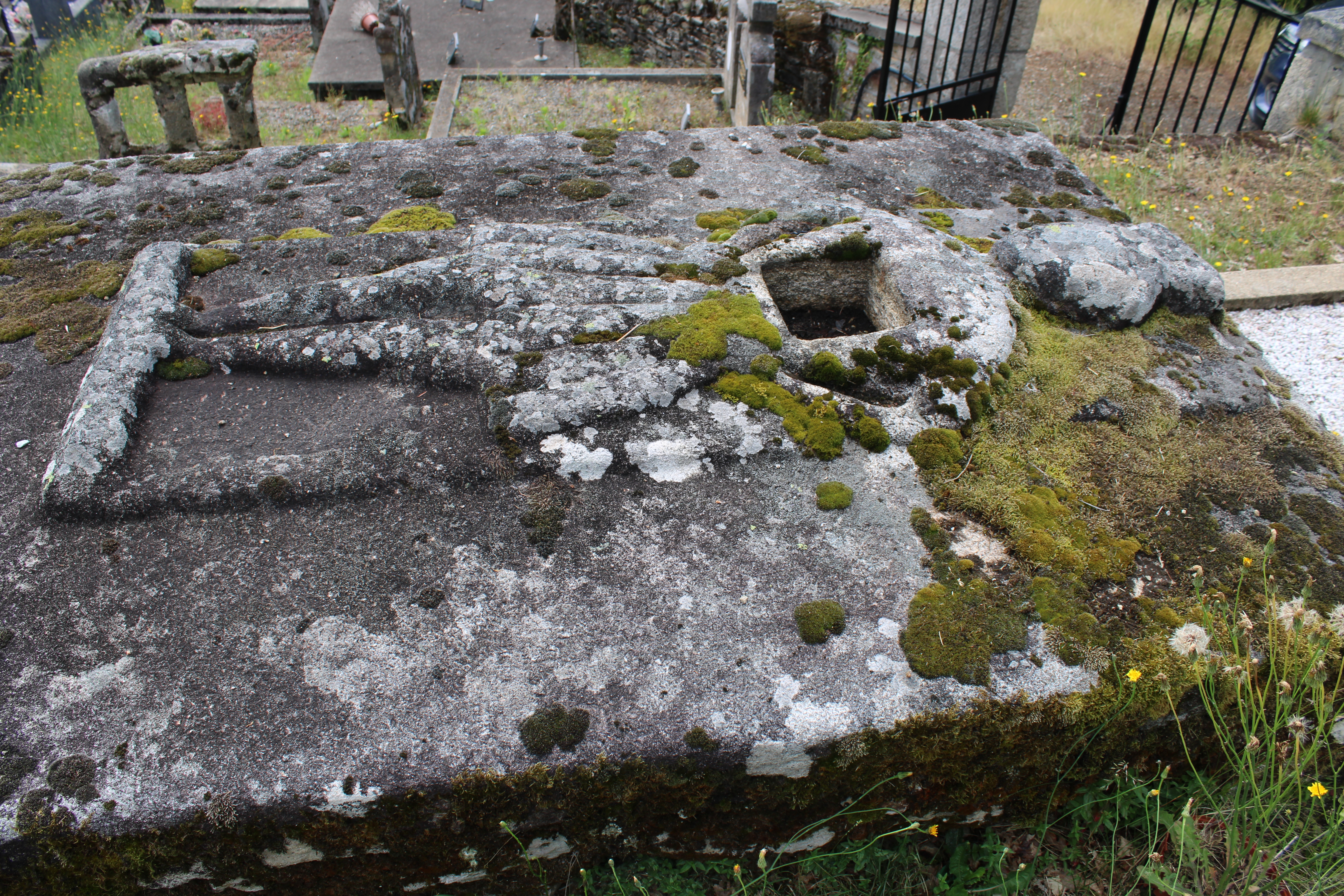
Tombeau du chevalier du XVe siècle dans le cimetière communal sur lequel la croix était posée.

- Église Saint-Léonard-de-Noblat de Beaumont

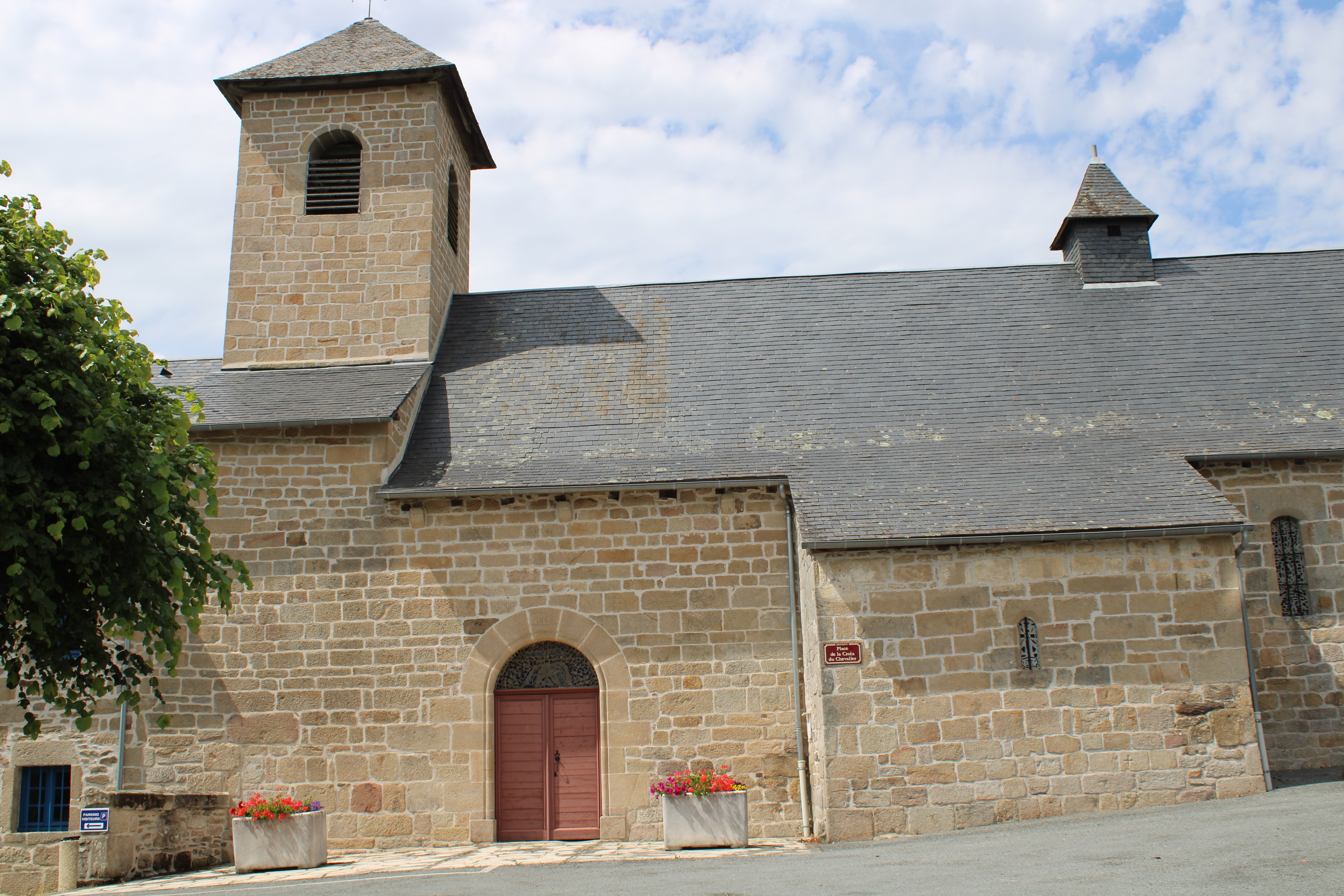
Vue de l'église avec son portail latéral.
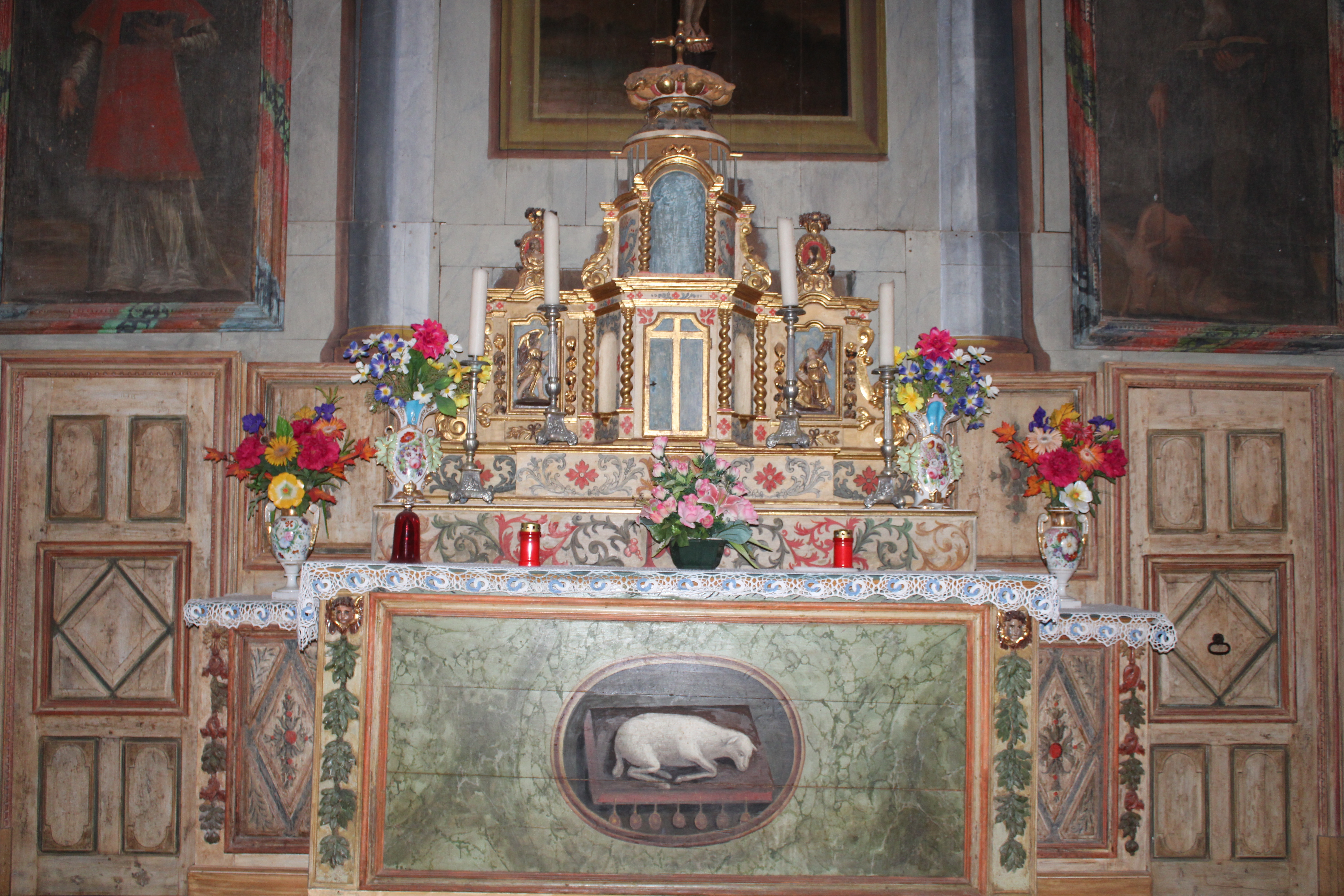
L'autel.
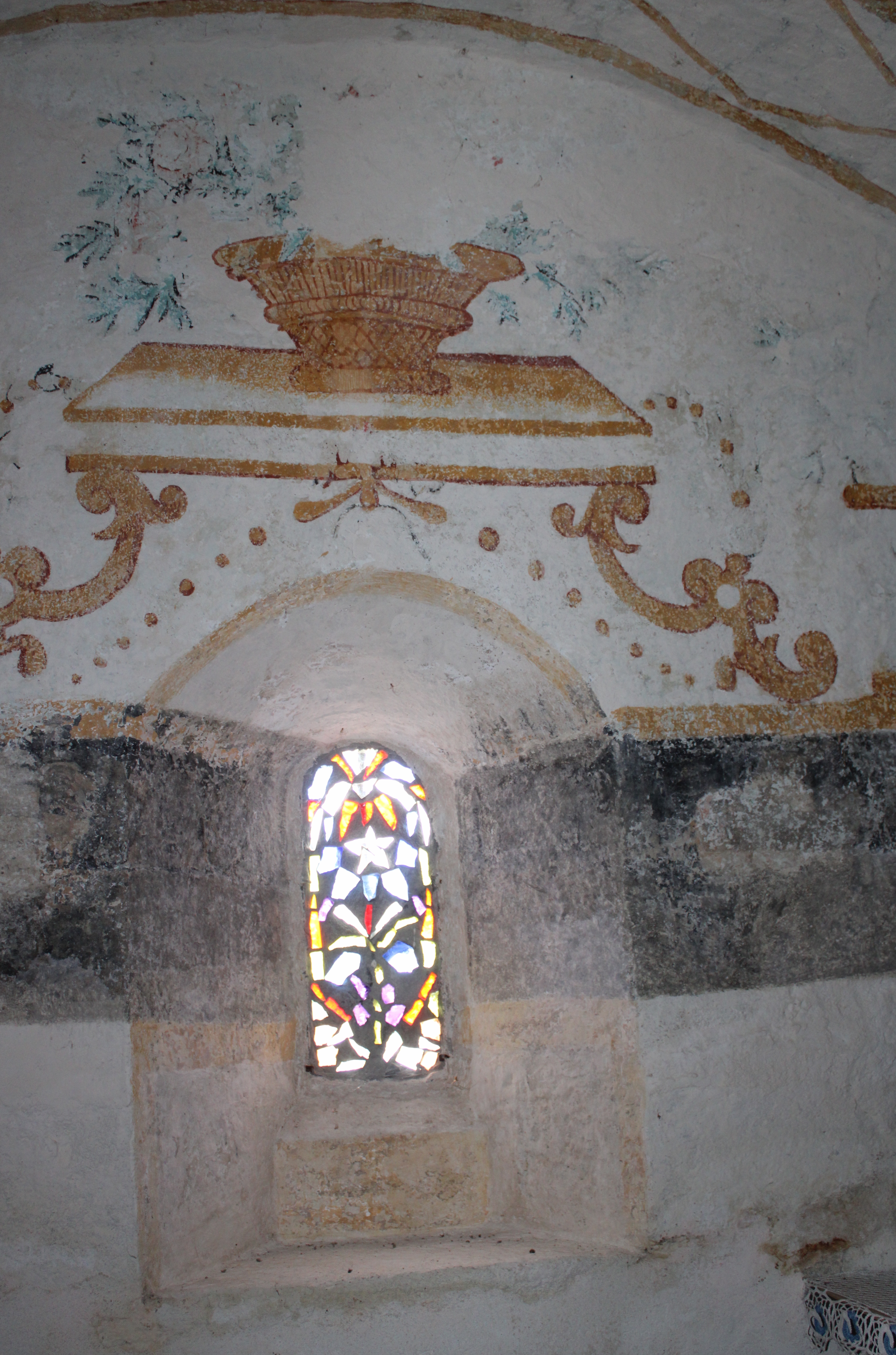
Peintures murales.
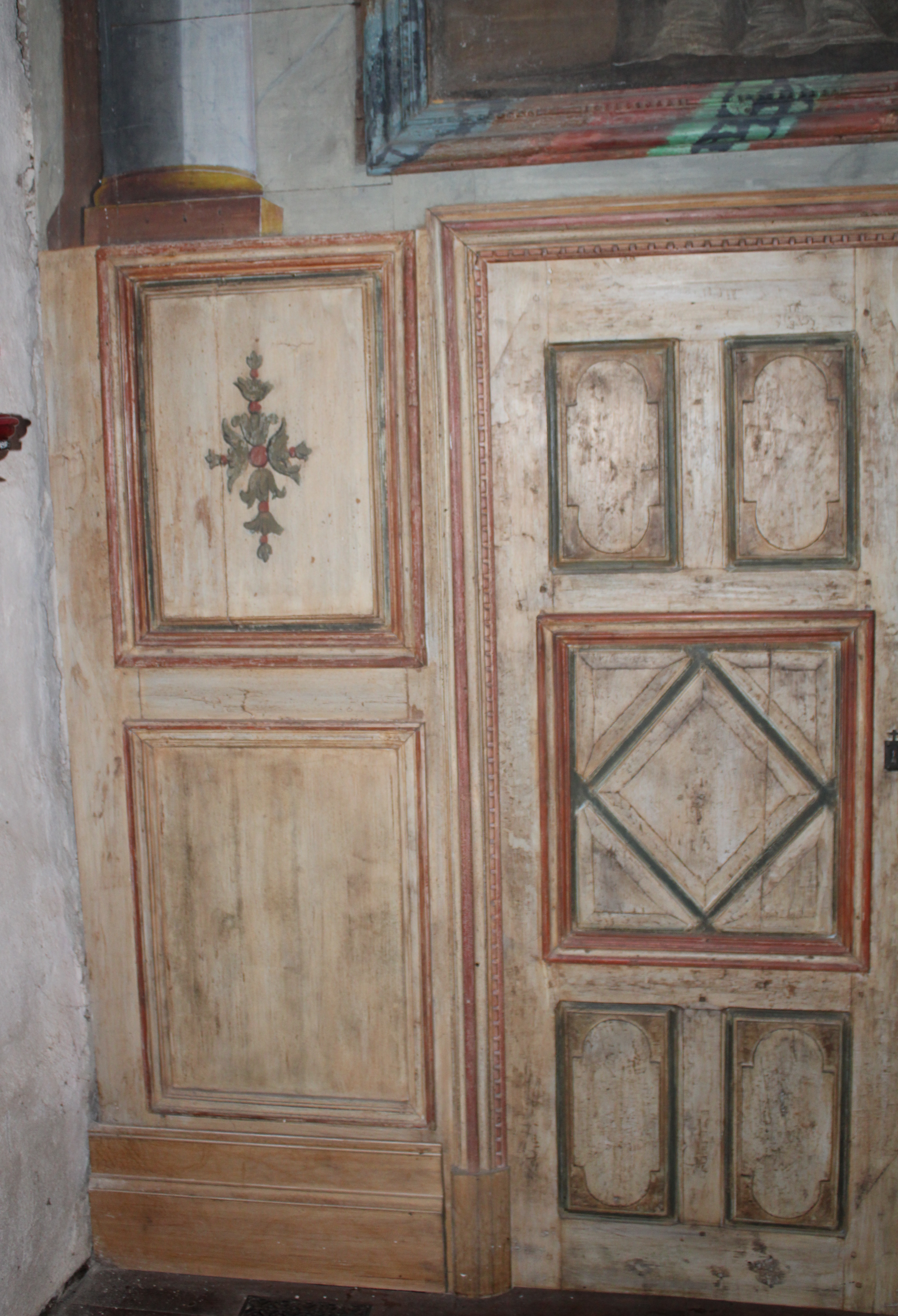
Boiseries peintes.
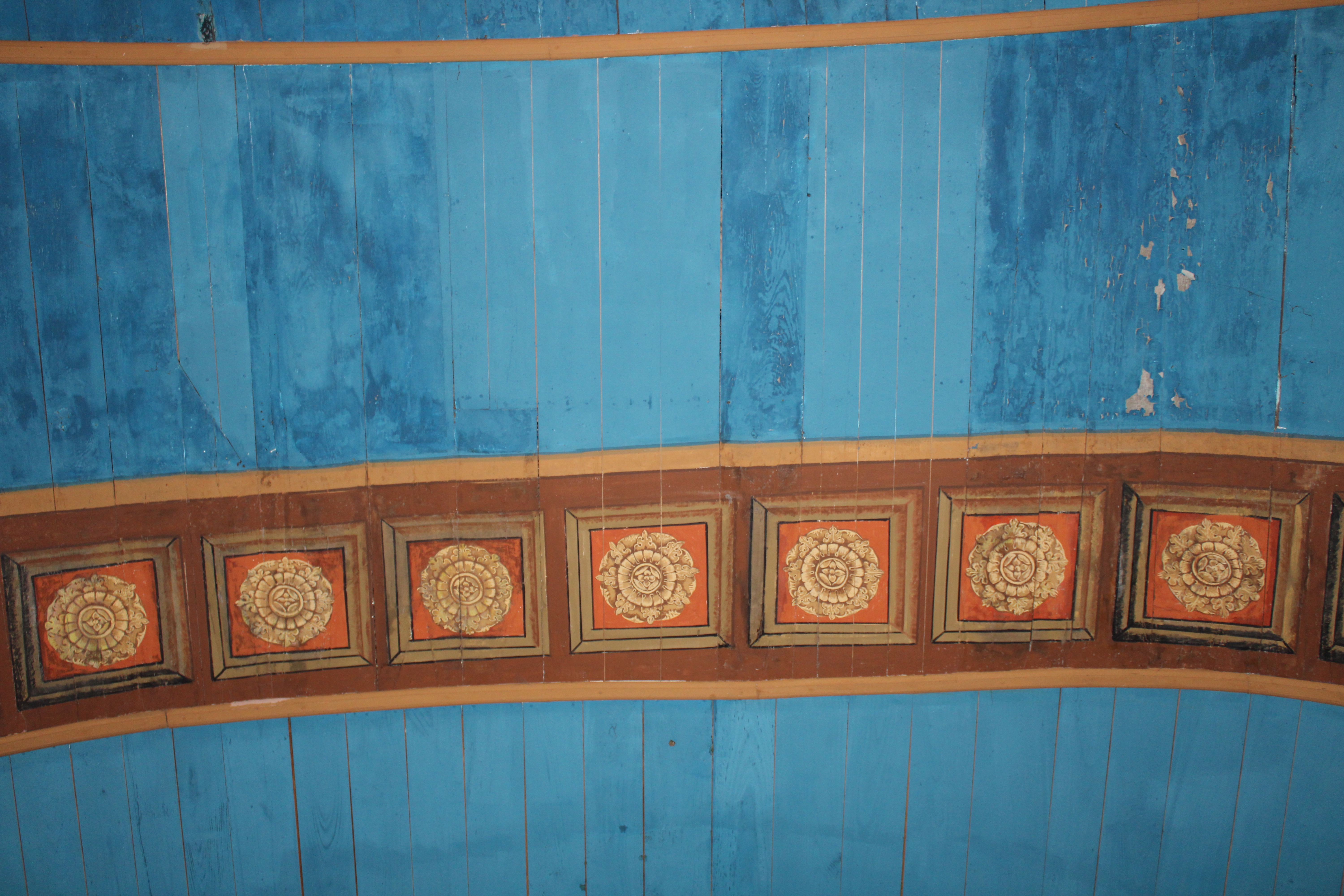
Plafond en bois peint.
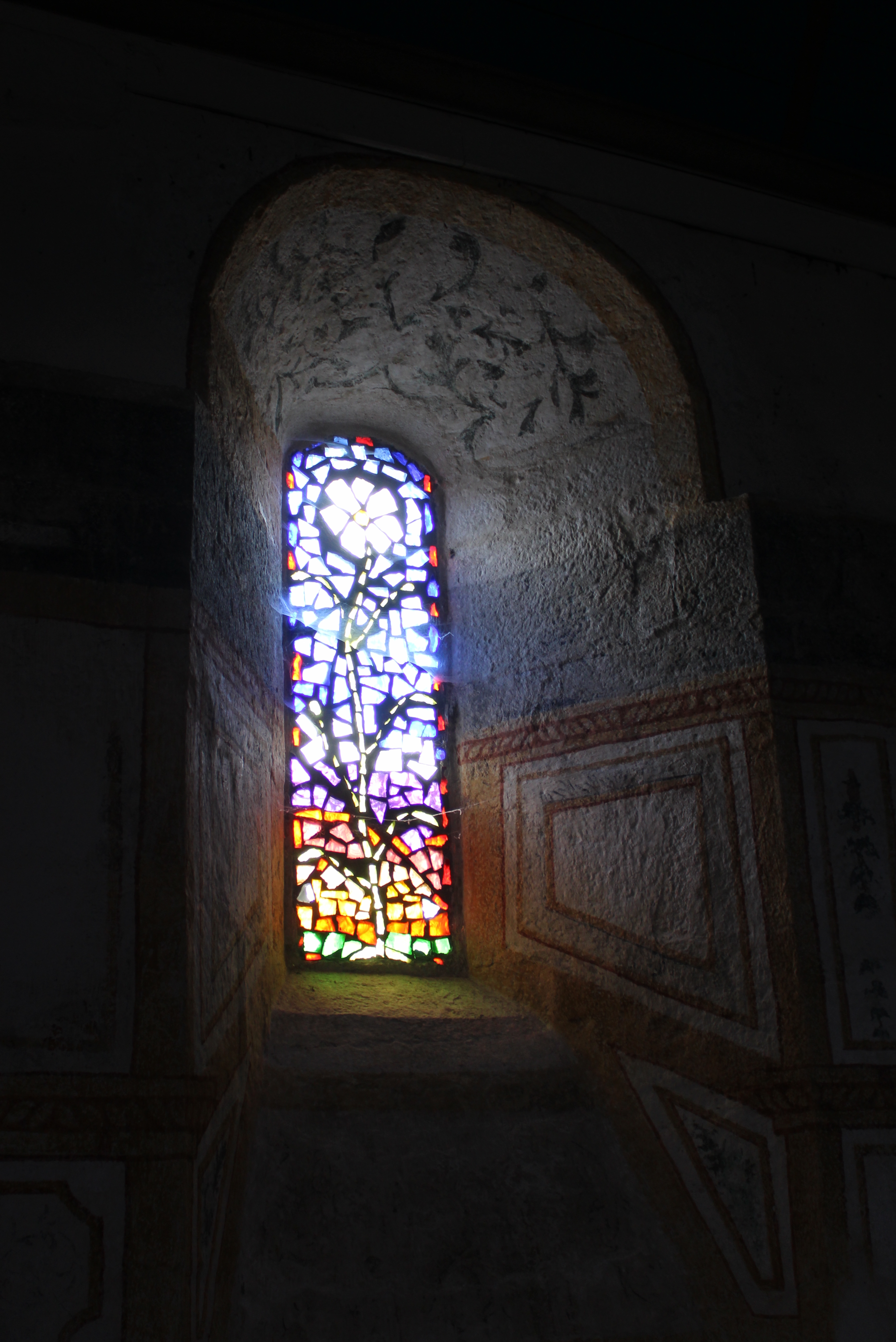
Vitail moderne.

- La chapelle du Puy-Grand située au nord-ouest du village, en limite du terroir de Chamboulive

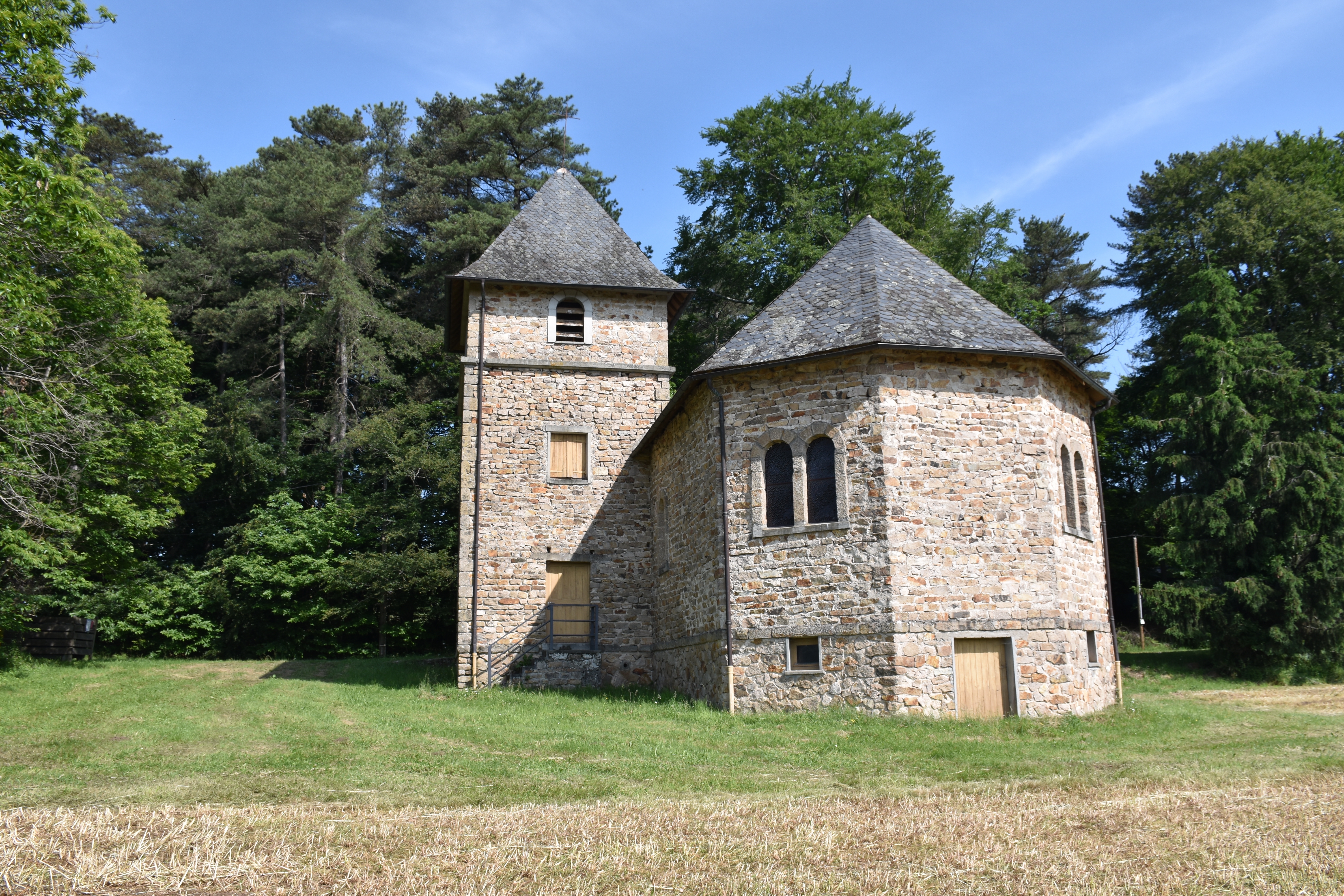
La chapelle de Puy-Grand.

## Héraldique
| Blason de Beaumont | Blason  | Parti : au 1er d'argent au lion de gueules accompagné en chef d'une étoile de même, au 2e d'argent à trois fasces de gueules, au chef d'azur chargé de trois étoiles d'or. |
| Blason de Beaumont | Détails | Le statut officiel du blason reste à déterminer. |